# Просторное (Курская область)
Просторное — деревня в Горшеченском районе Курской области России. Входит в состав Удобенского сельсовета.

## География
Деревня находится в восточной части Курской области, в лесостепной зоне, в пределах юго-западной части Среднерусской возвышенности, к западу от реки Олым, на расстоянии примерно 6 километров (по прямой) к северо-северо-западу (NNW) от посёлка городского типа Горшечное, административного центра района. Абсолютная высота — 250 метров над уровнем моря.
Часовой пояс
Деревня Просторное, как и вся Курская область, находится в часовой зоне МСК (московское время). Смещение применяемого времени относительно UTC составляет +3:00.

## Население
| 2002 | 2010 |
| ---- | ---- |
| 119  | ↘92  |

Гендерный состав
По данным Всероссийской переписи населения 2010 года в гендерной структуре населения мужчины составляли 47,8 %, женщины — соответственно 52,2 %.
Национальный состав
Согласно результатам переписи 2002 года, в национальной структуре населения русские составляли 99 % из 119 чел.

## Улицы
Уличная сеть деревни состоит из одной улицы.